# Zohran Mamdani
Zohran Kwame Mamdani (Kampala, Uganda, 18 de octubre de 1991) es un político estadounidense de ascendencia india, nacido en Uganda. Ha sido el miembro de la Asamblea Estatal de Nueva York por el 36.º distrito desde 2021. Es miembro del Partido Demócrata y la DSA.
Es candidato a alcalde de la ciudad de Nueva York de 2025 por el Partido Demócrata. Aboga por una reforma de la vivienda y un mejor transporte público. En caso de resultar electo, sería el primer alcalde musulmán de la ciudad, el primero del sudeste de Asia y el más joven desde John Purroy Mitchel.

## Primeros años y educación
Mamdani nació el 18 de octubre de 1991 en Kampala, Uganda, como hijo único de la cineasta Mira Nair y del académico en estudios poscoloniales Mahmood Mamdani.Su padre le dio su segundo nombre, Kwame, en honor a Kwame Nkrumah, el primer presidente de Ghana.Ambos padres son de ascendencia india; su madre es una hindú punjabínacida en Rourkela y criada en Bhubaneswar,y su padre es un musulmán gujaratí nacido en Bombay y criado principalmente en Uganda.Sus abuelos paternos nacieron en lo que hoy es Tanzania y la familia de su padre formaba parte de la diáspora india en el sudeste africano.
Mamdani vivió en Kampala hasta los cinco años, cuando su familia se mudó a Ciudad del Cabo, en la provincia del Cabo Occidental de Sudáfrica.Asistió a St. George's Grammar School en Mowbray mientras su padre enseñaba estudios africanos en la Universidad de Ciudad del Cabo.Posteriormente, la familia se trasladó a Estados Unidos, estableciéndose en la ciudad de Nueva York cuando Mamdani tenía siete años, y creció en el vecindario de Morningside Heights.Ha descrito su crianza como "privilegiada", diciendo: "Nunca me faltó nada, y aun así sabía que esa no era en absoluto la realidad de la mayoría de los neoyorquinos".
Mamdani asistió a la Bank Street School for Children en el Upper West Side de Manhattan, donde se postuló con éxito como candidato independiente en una elección simulada de secundaria, adoptando una plataforma de “igualdad de derechos, política antibélica que proponía gastar dinero en educación en lugar de en el ejército”.En 2003, vivió y asistió a la escuela en Kampala durante un año, mientras su padre estaba allí en un año sabático;su padre trabajaba en el libro Good Muslim, Bad Muslim, y los abuelos paternos de Mamdani, junto con su tía, lo cuidaban.
Mamdani se graduó de la Bronx High School of Science en Kingsbridge Heights,donde se postuló sin éxito para vicepresidente del consejo estudiantil.Luego asistió a Bowdoin College en Brunswick, Maine, donde cofundó el capítulo estudiantil de Students for Justice in Palestine. Se graduó en 2014 con una licenciatura en estudios africanos.

## Carrera
Antes de postularse a un cargo público, Mamdani trabajó como consejero en prevención de ejecuciones hipotecarias, ayudando a propietarios de bajos ingresos y no blancos en Queens con notificaciones de desalojo y esfuerzos por permanecer en sus hogares.Él afirmó que esa experiencia lo motivó a postularse para abordar la crisis de vivienda y asequibilidad.

### Carrera musical
Mamdani es fanático del hip-hop y ha compuesto y producido música rap.En 2016, bajo el nombre artístico Young Cardamom, colaboró con el rapero ugandés HAB en un EP titulado Sidda Mukyaalo, que en luganda significa "No volver al pueblo".En 2019, lanzó un sencillo titulado Nani bajo el seudónimo Mr. Cardamom.La autora de libros de cocina y actriz Madhur Jaffrey aparece en el video musical del sencillo, interpretando a la abuela de Mamdani.
Mamdani fue el curador y productor de la banda sonora de la película Queen of Katwe (2016) de su madre, Mira Nair.Como supervisor musical del filme, fue nominado en los Guild of Music Supervisors Awards de 2017.

### Participación política temprana
Mamdani ingresó a la política de la ciudad de Nueva York como voluntario en la campaña de Ali Najmi para la elección especial de 2015 del 23.° distrito del Concejo Municipal.En 2017, Mamdani se unió a los Socialistas Democráticos de América (DSA) y trabajó en la campaña del candidato al Concejo Municipal Khader El-Yateem, un ministro luterano palestino y socialista democrático de Bay Ridge, Brooklyn.Mamdani fue jefe de campaña de la candidatura de Ross Barkan al Senado del Estado de Nueva York en 2018, y también organizador territorial para la campaña de la también socialista democrática Tiffany Cabán a la Fiscalía del Condado de Queens en 2019.

### Asamblea Estatal de Nueva York (2020–presente)

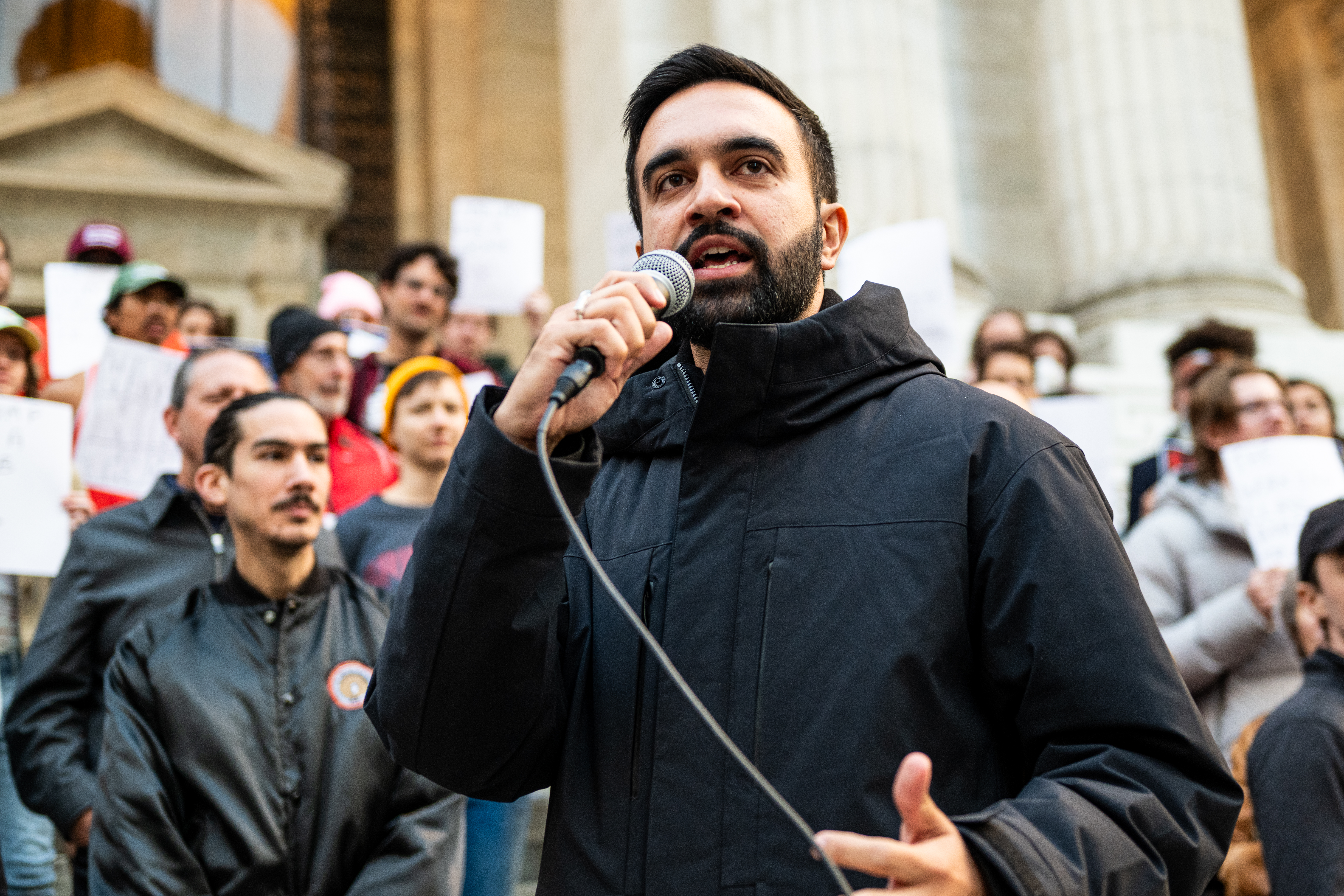
Mamdani en el mitin Resist Fascism en Bryant Park (27 de octubre de 2024)

En octubre de 2019, Mamdani anunció su campaña para representar al distrito 36 de la Asamblea Estatal de Nueva York, que abarca Astoria y Long Island City en Queens.Fue respaldado por los Socialistas Democráticos de América (DSA),postulándose con una plataforma centrada en la reforma de la vivienda, la reforma policial y penitenciaria, y la propiedad pública de los servicios básicos.Su victoria en las primarias de junio de 2020 sobre la demócrata Aravella Simotas, quien había ocupado el cargo durante cuatro mandatos, tardó casi un mes en confirmarse,y ganó las elecciones generales de noviembre sin oposición republicana.Mamdani fue reelegido sin oposición tanto en 2022como en 2024.
Mamdani es miembro del bloque "State Socialists in Office" (Socialistas Estatales en el Cargo) de nueve integrantes del DSA en Nueva York y también forma parte del Muslim Democratic Club of New York.
A enero de 2025, Mamdani era miembro de nueve comités de la Asamblea: el Comité sobre el Envejecimiento; el Comité de Ciudades; el Comité de Ley Electoral; el Comité de Energía; el Comité de Impuestos sobre Bienes Inmuebles; el Caucus Legislativo Negro, Puertorriqueño, Hispano y Asiático; el Grupo de Trabajo Puertorriqueño/Hispano; el Grupo de Trabajo Asiático-Pacífico Americano; y el Grupo de Trabajo sobre Nuevos Americanos.
Hasta mayo de 2025, Mamdani había sido el patrocinador principal de 20 proyectos de ley en la Asamblea —tres de los cuales se convirtieron en ley— y coautor de 238 proyectos de ley.A marzo de 2025, era el único legislador estatal en la contienda por la alcaldía que no había faltado a ninguna sesión en Albany durante ese año.
Como miembro de la Asamblea, Mamdani ayudó a lanzar un programa piloto exitoso de autobuses sin tarifa y participó en una huelga de hambre junto a conductores de taxi.

### Campaña para la alcaldía de la Ciudad de Nueva York de 2025

Logo de la campaña para la alcaldía de Mamdani.

El 23 de octubre de 2024, Mamdani anunció su candidatura para la alcaldía de la ciudad de Nueva York en 2025.Su plataforma incluye el apoyo a autobuses urbanos gratuitos y un congelamiento de alquileres en viviendas con renta estabilizada.Mamdani también propone que el gobierno de la ciudad opere cinco supermercados —uno en cada distrito— para reducir los precios de los alimentos.Su propuesta incluye también cuidado infantil universal y la construcción de 200,000 nuevas unidades de vivienda asequible.Además, respalda la reforma de la seguridad pública y un salario mínimo de 30 dólares por hora para 2030.Su plataforma contempla aumentos de impuestos para las corporaciones y las personas que ganan más de un millón de dólares al año.Ha sido crítico con el trato del Estado de Israel hacia el pueblo palestino, y se ha comprometido a acatar una orden de arresto de la Corte Penal Internacional arrestando a Benjamin Netanyahu si este visitara la ciudad de Nueva York.
La representante federal Alexandria Ocasio-Cortez respaldó a Mamdani como su primera opción para la alcaldía de Nueva York, afirmando: “Mamdani ha demostrado una verdadera capacidad sobre el terreno para formar una coalición de neoyorquinos de clase trabajadora que es la más fuerte para liderar el camino”.Apareció en un mitin a favor de Mamdani el 14 de junio.El 13 de junio, Mamdani y Brad Lander se respaldaron mutuamente en las primarias.El senador Bernie Sanders también respaldó a Mamdani, diciendo: “Nuestra nación enfrenta una decisión fundamental: ¿Continuaremos con una política dominada por las corporaciones y los multimillonarios, o construiremos un movimiento popular impulsado por la gente común, comprometida con luchar contra la oligarquía, el autoritarismo y la cleptocracia?”

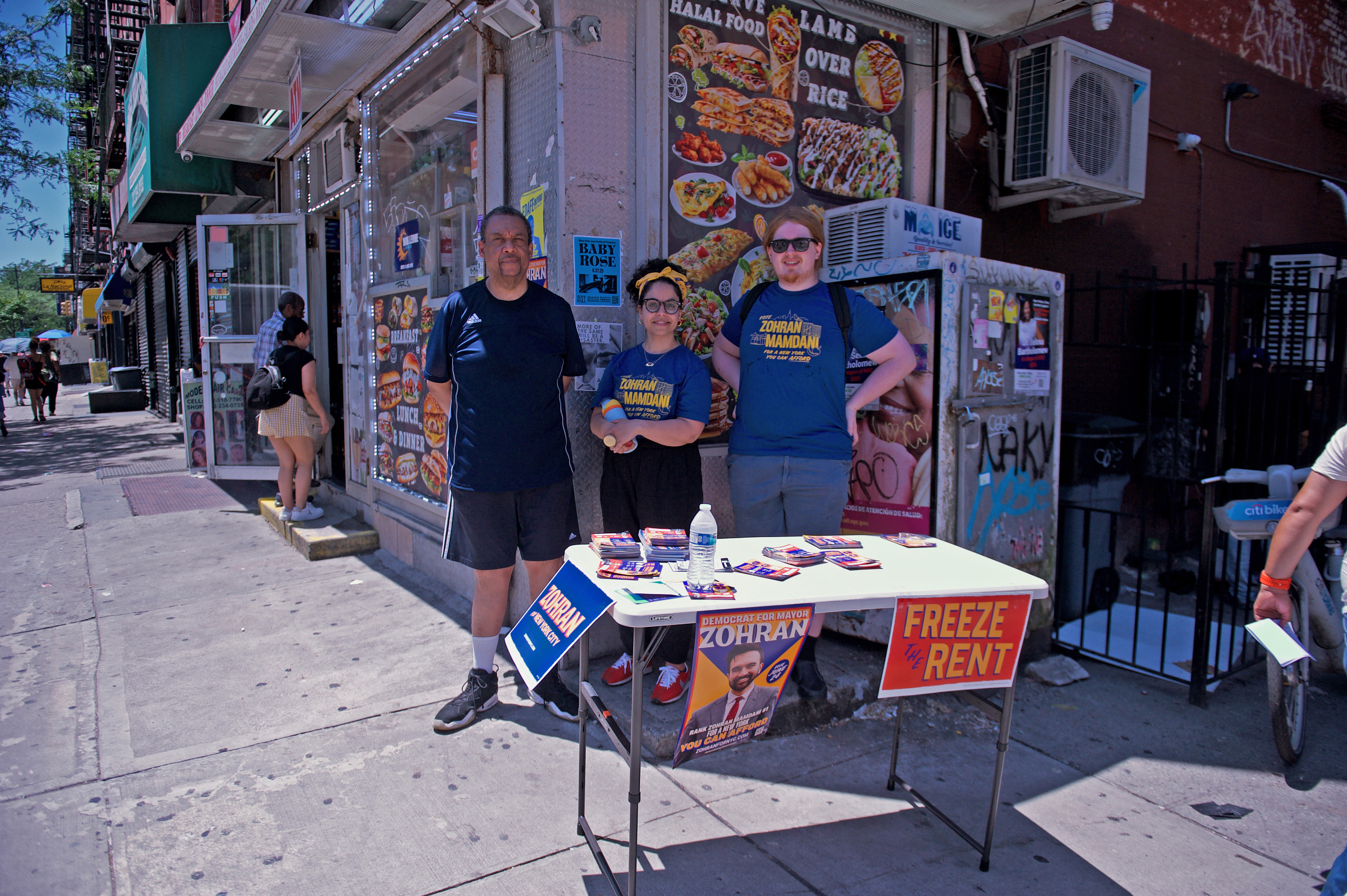
Voluntarios de la campaña de Mamdani

El 16 de junio, el consejo editorial de The New York Times escribió que “no cree que el Sr. Mamdani merezca un lugar en las papeletas de los neoyorquinos”, calificando su experiencia como “demasiado limitada” y comparando su agenda con “una versión sobrealimentada de la desalentadora alcaldía del Sr. de Blasio”.Michael Powell, de The Atlantic, comparó su campaña con el realismo mágico, afirmando que estaba “exuberantemente desconectada de los presupuestos gubernamentales reales y de los organigramas”.Tras las primarias, el expresidente Donald Trump calificó a Mamdani como un “lunático comunista al 100%”.La crítica de moda principal de The New York Times, Vanessa Friedman, señaló el contraste deliberado entre esas descripciones radicales y el código de vestimenta preferido por Mamdani, que durante su campaña consistía casi exclusivamente en un traje y corbata tradicionales. “Vestirse como un tipo del establishment ofrece su propio contraargumento”, comentó.
Durante la mayor parte de la campaña, Mamdani estuvo detrás de Andrew Cuomo en las encuestas.Aunque ambos recaudaron cantidades similares de dinero, Mamdani contó con una base de donantes considerablemente más amplia. Sin embargo, una encuesta realizada poco antes de las elecciones primarias del 24 de junio mostró que Mamdani había alcanzado a Andrew Cuomo.Los resultados de primera opción en la noche electoral mostraron que Mamdani tenía una amplia ventaja sobre Cuomo,quien concedió la carrera a Mamdani esa misma noche.
La victoria de Mamdani como candidato del Partido Demócrata, anunciada por Associated Press el 1 de julio tras la publicación del recuento de boletas por orden de preferencia por parte de la Junta Electoral de la Ciudad de Nueva York,fue considerada una gran sorpresa.En las semanas posteriores a las primarias, Mamdani fue respaldado en las elecciones generales por Adriano Espaillaty Jerry Nadler,quienes representan partes de la ciudad de Nueva York en el Congreso, así como por sindicatos como la Federación Unida de Maestros,la Asociación de Enfermeras del Estado de Nueva York,y la sección local 32BJ del Sindicato Internacional de Empleados de Servicios.
The New York Times escribió que la victoria de Mamdani en las primarias "ofreció la evidencia más clara hasta ahora de que la oposición abierta a Israel y su gobierno —e incluso cuestionar su existencia como Estado judío— es cada vez más aceptable para sectores más amplios del partido, incluso en zonas donde los judíos pro-Israel han sido históricamente una parte fundamental de la coalición demócrata". Tras perder las primarias por 12 puntos porcentuales, Andrew Cuomo presentó el 14 de julio su candidatura independiente para las elecciones de Nueva York.
Basándose en material hackeado proporcionado por un supremacista blanco,The New York Times escribió que en la solicitud fallida de Mamdani a la Universidad de Columbia en 2009, él marcó las casillas raciales "asiático" y "negro o afroamericano". Mamdani afirmó que su intención era representar su origen indio-ugandés, dadas las opciones limitadas disponibles, y no mejorar sus posibilidades de admisión.El hecho fue descrito de distintas maneras: como trivial,ilustrativo de los problemas con las admisiones basadas en la raza,no incorrecto,relacionado con la historia específica de los sudasiáticos en África,un no-escándalo,y una distracción de los temas relevantes para la alcaldía.